# Maciej Maciejewski
Maciej Maciejewski (Augustów, 1º ottobre 1914 – Varsavia, 17 maggio 2018) è stato un attore polacco.

## Filmografia
- La giovinezza di Chopin, regia di Aleksander Ford (1952)
- Żołnierz zwycięstwa, regia di Wanda Jakubowska (1953)
- Pod gwiazdą frygijską, regia di Jerzy Kawalerowicz (1954)
- Podhale w ogniu, regia di Jan Batory (1956)
- I dannati di Varsavia, regia di Andrzej Wajda (1956)
- Lunatycy, regia di Bohdan Poreba (1960)
- Rzeczywistość, regia di Antoni Bohdziewicz (1961)
- Przerwany lot, regia di Leonard Buczkowski (1964)
- Klub szachistów - cortometraggio TV (1967)
- Zbrodnia lorda Artura Savile'a - cortometraggio TV (1968)
- Przerazliwe loze - cortometraggio TV (1968)
- Epilog norymberski, regia di Jerzy Antczak (1970)
- Ptaki, ptakom..., regia di Pawel Komorowski (1977)
- Cózes ty za pani..., regia di Tadeusz Kijanski (1979)
- Lalka - miniserie TV, 1 episodio (1981)
- Cien juz niedaleko, regia di Kazimierz Karabasz (1985)
- Greta - film TV (1986)
- Maskarada, regia di Janusz Kijowski (1987)
- Breve film sull'uccidere, regia di Krzysztof Kieślowski (1988)
- Pozegnanie cesarzy - film TV (1988)
- Decalogo - serie TV, 1 episodio (1989)
- Zawrócony - film TV (1994)
- Our God's Brother, regia di Krzysztof Zanussi (1997)
- Teatr telewizji - serie TV, 1 episodio (1999)
- Egoiści, regia di Mariusz Treliński (2000)